# Belkaya, Tefenni
Belkaya là một xã thuộc huyện Tefenni, tỉnh Burdur, Thổ Nhĩ Kỳ. Dân số thời điểm năm 2010 là 133 người.